# عكوبت (أولاد يحيى)
عكوبت هو دُوَّار يقع بجماعة أولاد يحيى لكراير، إقليم زاكورة، جهة درعة تافيلالت في المملكة المغربية. ينتمي الدوّار لمشيخة أولاد يحيى التي تضم 14 دوار. يقدر عدد سكانه بـ 546 نسمة حسب الإحصاء الرسمي للسكان والسكنى لسنة 2004.

## روابط خارجية
- البوابة الوطنية للجماعات الترابية نسخة محفوظة 12 مارس 2018 على موقع واي باك مشين.
- المندوبية السامية للتخطيط